# Friedrich von Geyso (Politiker)
Carl Friedrich von Geyso (* 5. November 1793; † 30. März 1835 in Fulda) war Offizier in der Hessen-kasselschen Armee und Mitglied der kurhessischen Ständeversammlung.

## Leben

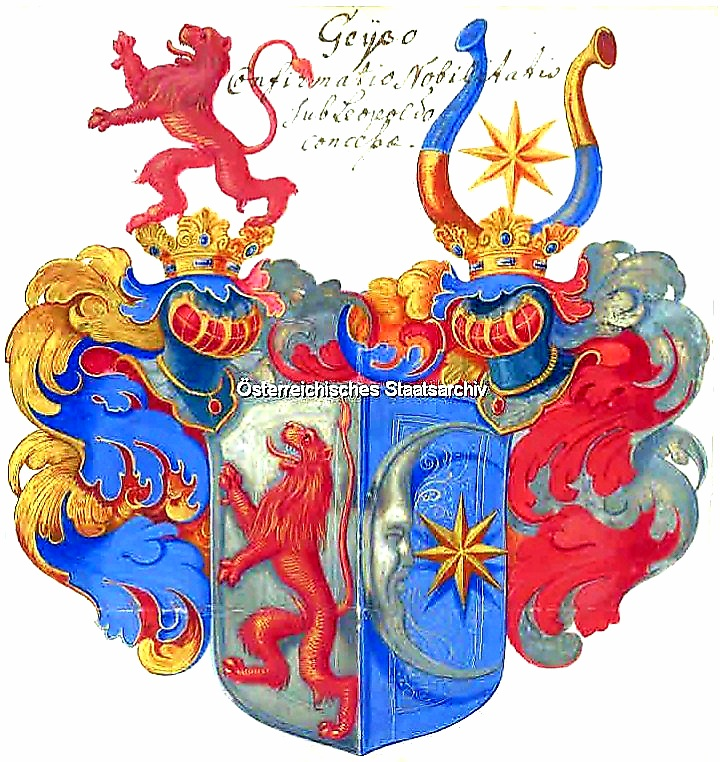
Wappen derer von Geyso

Friedrich von Geyso entstammte dem zur fränkischen Reichsritterschaft gehörenden Geschlecht Geyso. Sein Altgroßvater Johann von Geyso erwarb 1653 das Geyso-Schloss Mansbach, das fortan den Familiensitz bildete. Friedrich war ein Sohn des Wolfgang von Geyso (1754–1800)  und dessen Ehefrau Henriette Freiin von Müller zu Lengsfeld und diente als Hauptmann (Jägerkapitän) in der hessischen Armee. Von 1830 bis 1833 war er als Vertreter des fuldischen Adels Mitglied des Konstituierenden Landtages und der kurhessischen Ständeversammlung. 
Das Parlament wurde nach den Unruhen im Jahre 1831 zum Zweck der Beratung und Verabschiedung einer Verfassung gebildet und hatte bis 1866 Bestand, als das Land Hessen durch Preußen annektiert wurde. 

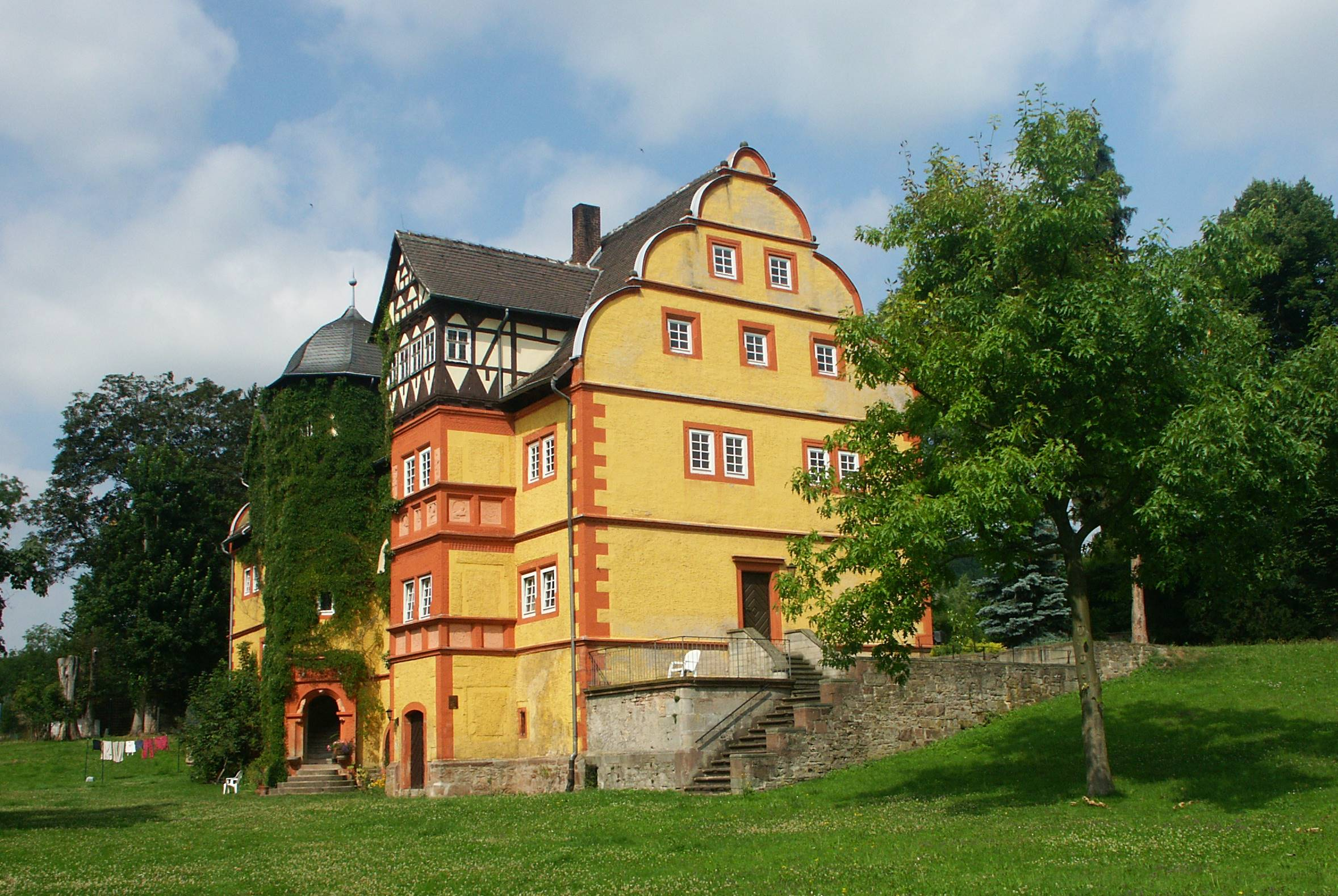
Geyso-Schloss Mansbach, Wohnsitz der Familie Geyso

Er war verheiratet mit Josephine Gutgesell (1800–1872) und hatte mit ihr die beiden Töchter Marie (* 1823) und Ida (* 1825) und den Sohn Julius (1827–1891, kurhessischer Hauptmann und Abgeordneter).